# La Propagadora del Gas (Gràcia)
La Propagadora del Gas era una instal·lació industrial de Gràcia, actualment desapareguda. Era situada entre els carrers del Torrent de l'Olla i del Pi (actualment Abdó Terradas) i des del carrer del Perill fins aproximadament l'actual carrer de Còrsega, i va arribar a tenir tres gasòmetres.

## Història
L'octubre del 1852, l'Ajuntament de Gràcia signà un contracte amb Ramon Salvadó i Serra per a l'enllumenat públic per gas de la vila durant una durada de 25 anys. Una comissió formada por membres del consistori, encapçalats per l'alcalde Josep Balasch i Solà, i alguns dels principals contribuents, va elaborar un plec de condicions on s'estipulaven, entre altres coses, el nombre de fanals (inicialment 28), l'horari del servei (desde la posta de sol fins a les 11 de la nit), i el subministrament a particulars als carrers per on passés la canonada.
L'abril del 1853, es constituí la societat comanditària Ramon Salvadó i Cia amb un capital de 40.000 duros, els socis de la qual eren Ramon Salvadó i Serra, de l'Ametlla (20.000), Josep Martorell i Guitart (4.000), de Calella (4.000), Antoni Rovira i Borrell (4.000), Francesc Font i Romà, de Solsona (2.000), Josep Molas i Vallvé, de Reus (2.000), Josep Jover i Sans, de Copons (4.000), i Jaume Baulenas i Mateu, de Barcelona (10%). El gerent seria Salvadó, i en l'escriptura s'establia que demanarien l’aprovació governamental per a la
constitució d'una societat anònima. Aquesta es va constituir el 4 de juny del 1853, amb el nom de La Propagadora del Gas i un capital de 6 milions de rals, repartits en 1.500 accions, amb l'objectiu subministrar gas per a l'enllumenat públic i particular a les províncies de Barcelona, Tarragona,
Girona, Lleida, Saragossa, Osca i Terol. Els socis eren Ramon Salvadó (1.400.000), Josep Martorell (800.000), Josep Maria Sirvent, de Reus (600.000), Antoni Rovira i Borrell (400.000), Josep Rodríguez i Caparà (800.000), Josep Rovira i Morera, d'Arenys de Munt (400.000), Josep Jover i Sans (400.000), Ignasi Valentí i Colom, d'Igualada (360.000), i Antoni Gatell i Badia, de Torredembarra (400.000). El 1855, en la primera junta general d’accionistes, el nombre n'havia augmentat fins a 34.
Uns dies després, el 14 de juny del 1853, Ramon Salvadó va adquirir al fabricant tèxtil Pelegrí Vilaregut i Albafull uns terrenys al costat de la seva fàbrica (coneguda com a Vapor Vell) per 20.000 rals, i un any més tard, els va cedir a la societat. El 1854, la fàbrica de Gràcia ja era acabada i s'hi havien instal·lat el gasòmetre i les canonades. El primer traçat s'estenia pel carrer Gran de Gràcia des de la seva entrada a la vila fins a la cantonada del carrer de Sant Antoni i els carrers de Bonavista, Llibertat, Beat Oriol, Sant Domènec, Santa Eugènia, plaçes de la Llibertat i de la Constitució, on es trobava l'Ajuntament. El 1856, van signar un nou conveni per a ampliar-lo a les zones més densament poblades de la vila i augmentar el nombre de fanals a 78, i el 1859, Ramon Salvadó deixà el carrèc de gerent en mans d'Antoni Rovira.
El 1874, la companyia va acordar amb l'Ajuntament de Gràcia la pròrroga del contracte per 20 anys més, i també va signar un altre contracte amb el del veí poble de Sant Gervasi per a l'enllumenat públic, fent-se de la instal·lació i el manteniment
de 150 fanals. El 1877, es van signar sengles contractes amb els ajuntaments de Sarrià i Les Corts per una durada de 30 anys. El 1883, la companyia Eugène Lebon i Cia, la segona subministradora de gas de Barcelona, va adquirir les instal·lacions i els contractes de La Propagadora del Gas per 2.000 de les seves accions. Els nous propietaris van adquirir uns terrenys contigus, ampliant la superfície de 6.300 m² a 9.800 m². D'aquesta manera, s'inicià la competència amb la Societat Catalana per a l'Enllumenat de Gas, arribant-se finalment el 1893 a un acord semblant al que s'havia produït a Barcelona, de manera que la primera s'encarregaria del consum públic, i la segona del privat.
Tanmateix, el 1889 es van iniciar els tràmits per a obrir el carrer de Còrsega entre els de Girona i el del Torrent de l'Olla, afectant de ple la fàbrica, a la qual cosa la companyia es va oposar. Finalment, el 1913, Lebon va ser absorbida per la Catalana de Gas, i la fàbrica va ser tancada i enderrocada, instal·lant-se una estació reguladora al carrer de Còrsega davant del del Bruc per al subministrament de Gràcia, la part baixa de Sant Gervasi, Sarrià i Les Corts.

### Intent frustrat a Barcelona
En els seus inicis, la companyia va tenir un intent frustrat d'establir una fàbrica de gas a la mateixa ciutat de Barcelona. Així, a finals del 1853, Jaume Baulenas va adquirir en emfiteusi al comerciant i terratinent Rafael Sabadell i Permanyer una part de l'anomenat «hort d'en Ferlandina» (que fou propietat dels barons de Peramola) i una altra peça de terreny situada al carrer de Ponent (actualment Joaquín Costa), i el 4 de gener del 1854, el gerent Ramon Salvadó va presentar la sol·licitud per a construir-hi una fàbrica de gas segons el projecte de l'arquitecte Antoni Rovira i Trias.
El 18 de gener s'obrí un estudi sobre el perill que suposava, i després de dos dictàmens favorables, foren presentades les protestes de les religioses del veí Convent dels Àngels i diversos propietaris de l'entorn, de la Sociedad de Seguros Mutuos de Incendios de Barcelona, un dictamen desfavorable de l'Acadèmia de Medicina i Cirurgia, i més protestes de la Casa Provincial de Caritat, de la Casa dels Infants Orfes i de la Junta de Sanitat. Finalment, després de tres mesos de deliberacions, Salvadó va retirar la sol·licitud de llicència. Aleshores, Baulenas vengué els terrenys a la companyia per 16.000 rals, que els parcel·là i subestablí en emfiteusi a diferents particulars per a edificar.